# كريس جنكينز (ملاكم)
كريس جنكينز (بالإنجليزية: Chris Jenkins)‏ مواليد 14 أغسطس 1988 في سوانزي، هو ملاكم محترف ويلزي بدأ مسيرته الاحترافية سنة 2012.

## إحصائيات
خاض خلال مسيرته 18 نزالا، فاز في 16 وتعادل في 1 وخسر في 2. فاز بالضربة القاضية في 8 نزالات.

## روابط خارجية
- كريس جنكينز على موقع بوكس ريك (الإنجليزية) (registration required)